# Aiouea trinervis
Aiouea trinervis är en lagerväxtart som beskrevs av Carl Daniel Friedrich Meisner. Aiouea trinervis ingår i släktet Aiouea och familjen lagerväxter. Inga underarter finns listade i Catalogue of Life.